# Aishihik River
Der Aishihik River ist ein rechter Nebenfluss des Dezadeash River im Yukon-Territorium in Kanada.

## Flusslauf
Der Fluss bildet den knapp 2 km langen Abfluss des Aishihik Lake zum südlich gelegenen langgestreckten 11,8 km langen Canyon Lake. Beide Seen sind durch Kontrollstrukturen abflussreguliert. Danach überwindet er die Otter Falls (⊙), einen Wasserfall, der auf der Rückseite der kanadischen 5-Dollar-Scheine im Jahr 1954 abgebildet war. Der Fluss nimmt später den rechten Nebenfluss West Aishihik River auf. Kurz vor der Mündung bei Canyon Creek überquert der Yukon Highway 1 (Alaska Highway) den Fluss. Hier steht noch eine der ursprünglichen Holzbrücken des Alaska Highway.

## Aishihik-Wasserkraftwerk
Das Aishihik-Wasserkraftwerk wurde im Jahr 1975 errichtet. Aishihik Lake und Canyon Lake dienen gemeinsam mit dem weiter oberstrom gelegenen Sekulmun Lake als Wasserspeicher während der abflussärmeren Zeit im Winter und Frühjahr. Zum unterirdisch gelegenen Aishihik-Kraftwerk wird das Wasser vom Südende des Canyon Lake (⊙) über einen 5,8 km langen oberirdischen Kraftwerkskanal (⊙) abgeleitet. Die genutzte Fallhöhe beträgt 175 m. Das Kraftwerk besitzt zwei 15 MW- sowie zusätzlich seit 2011 eine  7 MW-Turbine. Das Wasser verlässt das Kraftwerk über einen 1,5 km langen Abflusstunnel zum West Aishihik River, oberhalb dessen Mündung in den Aishihik River.

## West Aishihik River
Der West Aishihik River ist ein rechter Nebenfluss des Aishihik River. Er bildet den Abfluss der Bear Lakes und fließt in überwiegend südsüdöstlicher Richtung. Er weist auf seiner gesamten Fließstrecke ein stark mäandrierendes Verhalten mit zahlreichen engen Flussschlingen und Altarmen auf. Der West Aishihik River mündet schließlich nach etwa 55 km in den Aishihik River.